# John MacBeath
John MacBeath OBE (* 1940) ist emeritierter Professor für Erziehungswissenschaft an der Faculty of Education der Universität Cambridge. Er ist Direktor von „Leadership for Learning: the Cambridge Network“. Seit 2002 koordiniert er das Carpe Vitam Project, das untersucht, wie Schulleitungen eine anregende Lern- und Arbeitsumgebung für Schüler und Lehrer schaffen können. Das Projekt ist international angelegt und umfasst 22 Schulen aus 7 Ländern. Daneben hat John MacBeath vor allem die Frage nach Effektivität und Selbstevaluation von Schulen in den Mittelpunkt seiner Forschungsarbeit gestellt. Zu dieser Thematik hat er eine Vielzahl von Untersuchungen vorgelegt. 2017 begann John MacBeath mit der Arbeit an belletristischen Veröffentlichungen.

## Leben
- Schulbesuch in Canada
- 1960 bis 1965 Studium an der Universität Glasgow, Abschluss mit einem M.A. in Sprachen und einem MEd in Erziehungswissenschaft.
- Lehrtätigkeit an verschiedenen Schulen in Frankreich und Schottland
- Gründer und Leiter einer unabhängigen Reformschule in Glasgow
- Dozent am Jordanhill College of Education in Glasgow
- Professor an der Universität Strathclyde und Direktor des Zentrums für Qualität im Erziehungswesen
- Beratungstätigkeit für die OECD, UNESCO, die Europäische Kommission,  Internationale Arbeitsorganisation (IAO) und weitere Institutionen
- 1997 wurde er für seine Verdienste um das Erziehungswesen als Officer in den Order of the British Empire aufgenommen.
- 2000 Ruf an die Universität Cambridge

## Werke
- Personal and Social Education, Edinburgh, Scottish Academic Press, 1988
- Effective School Leadership; Responding to Change, London, Paul Chapman/Sage, 1998
- Schools must speak for themselves: The case for school self evaluation, London, Routledge, 1999
- Effective School Leaders (zusammen mit K. Myers) London, Prentice-Hall 1999.
- Improving school effectiveness (zusammen mit P. Mortimore), Buckingham, Open University Press, 2001
- Serena, oder: Wie Menschen ihre Schule verändern. (zusammen mit M. Schratz, L. Jacobsen, D. Meuret) Innsbruck, Studien-Verlag, 2002. Titel des englischen Originals: „Self-evaluation in European schools. A story of change“, London, Routledge 2000
- Self-evaluation: what's in it for schools? (zusammen mit A. McGlynn),  London, Routledge Falmer 2002
- Self-evaluation in the Global Classroom (zusammen mit H. Sugimoine, G. Sutherland und Masao Nishimura), London, Routledge Falmer, 2002
- Consulting Pupils - A Toolkit for Teachers (zusammen mit Demetriou, H., Rudduck, J., Myers, K.), Cambridge, Pearson 2003
- Democratic Learning: the challenge to school effectiveness (zusammen mit Moos, L.), London, RoutledgeFalmer 2004
- The Leadership File Glasgow, Learning Files Scotland 2004
- The Self-evaluation File Glasgow, learning Files Scotland 2004
- School Inspection and Self-evaluation: working with the New Relationship London, RoutledgeFalmer 2006
- Leadership as a subversive activity University of Melbourne, ACEL/ASPA 2006
- The Costs of Inclusion (zusammen mit Galton, M., Steward, S., MacBeath, A., Page, C. (2006)), London, National Union of Teachers 2006
- Schools on the Edge: Responding to Challenging Circumstances (zusammen mit Gray, J.M., Cullen, J. Frost, D., Steward, S., Swaffield, S.), London, Paul Chapman 2007
- Learning In and Out of School. The selected works of John MacBeath, London, Routledge 2012
- Education and Schooling. Myth, heresy and misconception, London, Routledge 2014
- Escape to Captivity, Tredition 2019
- The Estate we’re in, Tredition 2021